# Episodi di Settimo cielo (decima stagione)
La decima stagione della serie televisiva Settimo cielo (7th Heaven), composta da 22 episodi, è stata trasmessa per la prima volta negli Stati Uniti dal 19 settembre 2005 all'8 maggio 2006 sulla rete The WB. 
In Italia le fonti sono discordi sulla trasmissione. Secondo Movietele, infatti, i primi cinque episodi sono stati trasmessi in prima visione su Canale 5 dal 25 febbraio al 29 febbraio 2008, mentre i restanti episodi sono stati trasmessi in prima visione su Italia 1 dal 29 giugno 2008 al 9 maggio 2009. L'episodio Natale è stato inizialmente saltato per poi essere trasmesso per la prima volta il 4 aprile 2009 sempre su Italia 1.
Secondo Il Mondo dei doppiatori invece, la decima stagione è stata trasmessa in prima visione su Canale 5 da gennaio 2008, ad eccezione di alcuni episodi inediti (dei quali non è specificato il numero) trasmessi in prima visione su Hallmark Channel dal 25 aprile 2009.
Secondo L'Unità infine, gli episodi dal n°2 al n°5 sono stati trasmessi in prima visione dal 26 al 29 febbraio 2008 su Canale 5, mentre gli episodi dal n°6 al n°15 (tranne l'undicesimo intitolato "Natale") sono stati trasmessi dal 29 giugno 2008 al 24 agosto 2008 su Italia 1. Le date del 2009 riportate da Movietele.it sono smentite da L'Unità, che in quei giorni riporta che il telefilm non è stato trasmesso da nessun canale in chiaro.
| nº | Titolo originale                    | Titolo italiano               | Prima TV USA      | Prima TV Italia  |
| -- | ----------------------------------- | ----------------------------- | ----------------- | ---------------- |
| 1  | It's Late                           | È tardi                       | 19 settembre 2005 | 25 febbraio 2008 |
| 2  | Home Run                            | Il gioco dei "se"             | 26 settembre 2005 | 26 febbraio 2008 |
| 3  | Mama's Gonna Buy You a Diamond Ring | L'anello di fidanzamento      | 3 ottobre 2005    | 27 febbraio 2008 |
| 4  | Ring Around the Rosie               | Girotondo intorno a Rose      | 10 ottobre 2005   | 28 febbraio 2008 |
| 5  | The Rat's Out of the Bag            | Il topo gigante               | 17 ottobre 2005   | 29 febbraio 2008 |
| 6  | Helpful                             | Utile                         | 31 ottobre 2005   | 29 giugno 2008   |
| 7  | Soup's On                           | La pappa è pronta             | 7 novembre 2005   | 6 luglio 2008    |
| 8  | Chicken Noodle Heads                | Brodo di gallina              | 14 novembre 2005  | 13 luglio 2008   |
| 9  | Turkey                              | Il tacchino                   | 21 novembre 2005  | 20 luglio 2008   |
| 10 | Apple Pie                           | Torta di mele                 | 28 novembre 2005  | 27 luglio 2008   |
| 11 | X-Mas                               | Natale                        | 12 dicembre 2005  | 4 aprile 2009    |
| 12 | Got MLK?                            | Cercando Martin               | 23 gennaio 2006   | 3 agosto 2008    |
| 13 | And Baby Makes Three                | E con il piccolo siamo in tre | 30 gennaio 2006   | 10 agosto 2008   |
| 14 | The Magic of Gershwin               | La magia di Gershwin          | 6 febbraio 2006   | 17 agosto 2008   |
| 15 | Love and Obsession                  | Ossessione d'amore            | 13 febbraio 2006  | 24 agosto 2008   |
| 16 | Moving Ahead                        | Andare avanti                 | 27 febbraio 2006  | 18 aprile 2009   |
| 17 | Highway to Cell                     | Cellulari bollenti            | 3 aprile 2006     | 25 aprile 2009   |
| 18 | Invitation to Disaster              | Un invito disastroso          | 10 aprile 2006    | 25 aprile 2009   |
| 19 | Secrets                             | Segreti                       | 17 aprile 2006    | 2 maggio 2009    |
| 20 | And More Secrets                    | Latte e biscotti              | 24 aprile 2006    | 2 maggio 2009    |
| 21 | Good-Bye...: Part 1                 | Prove di matrimonio (1)       | 1º maggio 2006    | 9 maggio 2009    |
| 22 | And Thank You: Part 2               | Gemelli in arrivo (2)         | 8 maggio 2006     | 9 maggio 2009    |

## È tardi
- Titolo originale: It's Late
- Diretto da: Harry Harris
- Scritto da: Brenda Hampton

### Trama
Sandy, una studentessa universitaria con cui Martin ha trascorso del tempo durante l'estate, gli fa visita con grandi notizie. Lucy parla della genitorialità nel suo primo sermone in chiesa e il suo messaggio fa arrabbiare la maggior parte della sua congregazione. Ruthie cerca le attenzioni di un ragazzo che sta già uscendo con la sua amica. Eric e Annie devono raccontare ai genitori di lui della situazione di Mary e Carlos.

## Il gioco dei "se"
- Titolo originale: Home Run
- Diretto da: Harry Harris
- Scritto da: Brenda Hampton e Chris Olsen

### Trama
Dopo aver rischiato la vita in un arresto difficile, Kevin decide di lasciare la polizia prima di farsi male perché vuole concentrarsi solo sulla sua famiglia. Ruthie porta Meredith e il suo presunto fidanzato Jack, che si dimostra a suo agio con i bambini, e continua a seguire il suo piano; Meredith in realtà è più interessata all'altro bravo ragazzo, Tyler, con cui scambia un timido bacio. Nel frattempo, il colonnello e Ruth fanno visita ai Camden; Rose vuole dire loro che lei e Simon sono fidanzati, ma tutti gli altri (incluso Simon) non sono d'accordo. Il colonnello strizza l'occhio a Martin sul lavoro di giardinaggio del padre veterano dell'Iraq e con sorpresa di Eric sa già di Charlie: ha persino capito e crede alla versione di Mary secondo cui Carlos l'ha tradita, ma Carlos spiega che l'ha solo "beccato" a cenare con Cecilia, la tata che Mary ha assunto perché non era mai a casa. Sandy, invece, si sente tradita quando Martin non solo non la richiama, ma inizia a provarci con un'altra ragazza, mentre Simon prima la rimprovera, poi la consola per essere rimasta incinta di Martin. Eric rovina ai gemelli il divertimento di giocare ai cowboy con il nonno perché vieta tutte le pistole giocattolo e gli viene detto di preoccuparsi dei problemi reali. Lou Dalton dice a Eric che la maggior parte dei parrocchiani vuole che Lucy non sia più il suo pastore associato. 

## L'anello di fidanzamento
- Titolo originale: Mama's Gonna Buy You a Diamond Ring
- Diretto da: Joel J. Feigenbaum
- Scritto da: Brenda Hampton e Jeff Olsen

### Trama
Rose va a vivere con Simon e ristruttura il suo studio, pur mantenendo il suo appartamento come copertura, ma questo si rivela poco pratico. Simon insiste per dire ai genitori che si sposeranno, ma dopo il diploma. Quando Simon annuncia che verrà a portare cattive notizie, suo padre e Lucy "sperano" che la notizia sia la rottura fra lui e Rose. Martin esce con Meredith per la prima volta e la porta a un evento della chiesa. Kevin accetta con entusiasmo l'invito di Joanie al suo corso "mamma ed io", dove l'uomo riscuote molto successo, suscitando la gelosia di Lucy. Ruthie tratta con freddezza Eric quando questo le vieta di uscire con Jack perché troppo grande. Per rimediare, Eric convince Martin a mettere Ruthie in contatto con Sam Walker, uno studente di buona famiglia.

## Girotondo intorno a Rose
- Titolo originale: Ring Around the Rosie
- Diretto da: Michael Preece
- Scritto da: Brenda Hampton ed Elaine Arata

### Trama
Simon trova un modo per rallentare la sua relazione con Rose, ma la sua testardaggine fa deragliare il suo piano. I gemelli annunciano di aver trovato ciascuno il vero amore. Ruthie cerca di sbarazzarsi di Sam Walker, ma né Eric né Martin accettano di fare il lavoro sporco. Dopo che un'adolescente dell'oratorio della chiesa di nome Lizzie Wheeler ammette di essere incinta, Lucy dubita della sua decisione di rimanere nel lavoro pastorale e invidia le capacità genitoriali di Kevin, così Lizzie cambia la sua versione. Rose lancia un ultimatum, mentre Martin dice a Lucy che diventerà padre.

## Il topo gigante
- Titolo originale: The Rat's Out of the Bag
- Diretto da: Barry Watson
- Scritto da: Brenda Hampton e Jeffrey Rodgers

### Trama
Matt fa una visita a sorpresa a Glenoak e accompagna Kevin a una festa per bambini dove l'ex-poliziotto si traveste da topo gigante. In seguito i due decidono di seguire Lucy dopo che lei ha detto a Kevin che andrà a trovare Simon, anche se in realtà sta andando da Sandy per una questione privata che coinvolge Martin. Anche Eric ha dei suoi sospetti sulla visita di Lucy a Simon e la segue finendo per scoprire, insieme a Matt e Kevin, della gravidanza di Sandy. Intanto, Meredith si chiede perché Martin non porti con sé il cellulare, che è il suo modo per evitare Sandy e i suoi problemi.
- Guest star: Barry Watson (Matt Camden)

## Utile
- Titolo originale: Helpful
- Diretto da: Harry Harris
- Scritto da: Brenda Hampton, Kelley Turk e Courtney Turk

### Trama
Dopo che Sandy ha le contrazioni di Braxton-Hicks, ammette che un aborto spontaneo le semplificherebbe la vita, ma la paura di Simon che la verità stia per venire fuori sembra sempre più giustificata. Kevin ed Eric si preoccupano, mentre Lucy continua a insistere sul fatto che nessuno a parte lei dovrebbe immischiarsi negli affari di Sandy. Devono dirle chi l'ha già scoperto e Kevin deve impedirle fisicamente di aggredire il padre alcolizzato di Sandy, Edward Jameson. Eric teme che anche George Smith stia per scoprirlo. Ruthie mente sul fatto di avere un appuntamento con un ragazzo di 16 anni, mentre Martin dice che l'enorme giocatore della sua squadra, Brian, ne ha 18. Intanto, Eric incontra il padre adottivo di Meredith che ha delle domande su Martin.

## La pappa è pronta
- Titolo originale: Soup's On
- Diretto da: Joel J. Feigenbaum
- Scritto da: Brenda Hampton e Vicki Huff (accreditata come Victoria Huff)

### Trama
Ruthie affronta un nuovo progetto e Martin affronta suo padre. Il padre di Sandy, Ed, si ferma in chiesa con 3.000 dollari che vuole che Lucy dia a sua figlia. Arrabbiato con Simon per aver acquistato l'anello di diamanti di Rose, Eric si rifiuta di prestargli 100 dollari per pagare la bolletta del telefono. Ruthie annuncia che sta vendendo confezioni di zuppa per raccogliere fondi per acquistare un computer per il giornale della scuola. Sapendo che Martin sogna di unirsi a una squadra di baseball della lega minore dopo il diploma, Meredith promette di aspettarlo finché non saranno entrambi pronti a sistemarsi. Per aiutare la causa di Ruthie, tutti i Camden iniziano a mangiare molta zuppa. Simon chiede soldi in prestito a Matt e Kevin, ma entrambi rifiutano. Ruthie dice ad Annie che spera di uscire con Jack, una "bomba" di 18 anni della scuola. Durante una conversazione sul regalo inaspettato di Ed, Sandy sorprende Lucy dicendo che una volta è andata a letto con Simon. Fortunatamente, Sandy assicura a Lucy che il bambino che sta portando in grembo è il figlio di Martin. Mentre Martin cerca di trovare il coraggio per discutere della gravidanza di Sandy con suo padre Bill, Ruthie è entusiasta quando Jack confessa che gli piacerebbe uscire con lei, una volta che i suoi genitori glielo permetteranno. Più tardi, Martin chiede a Eric di aiutarlo a dare la cattiva notizia a Bill. Sebbene Bill affermi che andrà tutto bene, Martin non è d'accordo, affermando: "La mia vita è finita!" prima di uscire. Sia Bill che Eric si chiedono come reagiranno Meredith e Ruthie quando scopriranno di Sandy. Il giorno dopo, Ed, ormai schiavo dell'alcool da molto tempo, torna in chiesa. Ha appena perso il lavoro e vuole indietro i suoi soldi. Lucy mente, dicendo che ha già trasferito i fondi a Sandy. Eric giura che sosterranno Ed... se va in riabilitazione. A scuola, Kevin esorta Martin a dire la verità su Sandy con Meredith e Ruthie. Quando Simon telefona a Eric per dirgli che Mary gli ha prestato 100 dollari per pagare la bolletta del telefono, Eric gli riattacca il telefono in faccia. 

## Brodo di gallina
- Titolo originale: Chicken Noodle Heads
- Diretto da: Keith Truesdell
- Scritto da: Brenda Hampton e Chris Olsen

### Trama
Mentre Annie si prende cura dei malati di influenza, Eric non si sente meglio dopo aver appreso che l'altero colonnello lo ha generato prima del matrimonio. Il padre di Martin ha bisogno di tutto il suo amore paterno e il suo autocontrollo per spingere pazientemente il ragazzo a farsi avanti e a riconoscere il bambino di Sandy come suo. I genitori di Sandy dicono ai reverendi che ci penseranno loro, poi rifiutano ogni responsabilità e rinnegano la figlia. Martin scopre un'ottima ragione per cui Ruthie non dovrebbe uscire con Jack.

## Il tacchino
- Titolo originale: Turkey
- Diretto da: Michael Preece
- Scritto da: Brenda Hampton e Jeff Olsen

### Trama
Martin e Meredith si lasciano e mentre Ruthie spera di diventare la sua nuova ragazza, la sua famiglia è preoccupata che stia andando incontro a una delusione d'amore e tutti a scuola credono che sia incinta di Martin. Nel frattempo, i Camden, Sandy e Rose trascorrono il Ringraziamento in chiesa servendo la cena ai senzatetto, ed Eric e Annie fanno uno sforzo consapevole per essere più gentili con la loro futura nuora.

## Torta di mele
- Titolo originale: Apple Pie
- Diretto da: Lindsley Parsons III
- Scritto da: Brenda Hampton e Jeffrey Rodgers

### Trama
Eric e Annie lasciano finalmente che Ruthie esca con Jack. Mentre Eric si aggira furtivamente per la torta di mele, Ruthie sgrida Jack, che ribatte indignato alle insinuazioni di Martin, ricevendo le scuse del ragazzo e perfino quelle di Eric. Rose cerca di nascondere a Simon che il quarto matrimonio di suo padre sta andando in pezzi così come il terzo di sua madre, motivo per cui la madre sta vendendo la propria casa, che Rose spera di ottenere per sé e Simon. Kevin non sopporta più l'atteggiamento di Martin e dice che avrebbe bisogno di un bella lezione, così lo affronta: durante la colluttazione i due finiscono per rotolare nel prato abbracciati, sentendosi sollevati e finendo per fare pace.

## Natale
- Titolo originale: X-Mas
- Diretto da: Harry Harris
- Scritto da: Brenda Hampton ed Elaine Arata

### Trama
I Camden entrano nello spirito natalizio: Eric fa il volontario in una casa di riposo; Ruthie fa volontariato in ospedale e si riunisce con un amico; Lucy è tornata a lavorare con un'associazione benefica; Annie porta i gemelli in una chiesa cattolica locale per parlare con alcuni studenti sudanesi. Con la piccola Savannah al suo fianco, Kevin si veste da Babbo Natale e distribuisce i regali nella sala da biliardo, poi si trova di fronte al dilemma di restituire o meno un cane smarrito al canile. Lucy impone al marito di restituire il cane al canile e aspettare fino a dopo le vacanze per prendere una decisione, poi va di soppiatto lei stessa al canile, solo per scoprire che i loro gusti in fatto di cani sono molto diversi. Rose non ha idea di cosa abbia a che fare il Natale con la Natività, quindi "mette alla prova" i gemelli, ma nel frattempo fa loro dubitare che Babbo Natale o Gesù esistano davvero. Nemmeno Sandy ha voglia di partecipare al presepe della parrocchia. Alla fine, le cose funzionano come per magia natalizia.

## Cercando Martin
- Titolo originale: Got MLK?
- Diretto da: Joel J. Feigenbaum
- Scritto da: Orlando Bishop, Kevin Brownridge e Damani Mangum

### Trama
Il nuovo compagno di classe nero di Ruthie, Alex, insiste per fare il suo tema "Famosi americani" sul suo idolo Martin Luther King, ma il suo insegnante dice che ne hanno già discusso in classe. Quando Martin sostiene inavvertitamente il caso di Alex, qualcuno vandalizza l'auto di Martin con insulti razzisti, che il ragazzo rifiuta per principio di ripulire fino a quando non scopriranno il colpevole. Kevin convince il suo ex collega Phil, ora l'ufficiale responsabile dei crimini d'odio, a indagare sul caso, mentre un'ondata d'indignazione colpisce tutta Glenoak.

## E con il piccolo siamo in tre
- Titolo originale: And Baby Makes Three
- Diretto da: Michael Preece
- Scritto da: Lawrence H. Levy

### Trama
Martin si rifiuta di abbandonare l'allenamento di baseball per andare da Sandy che sta partorendo, anche se Eric lo prega; Martin riceve anche un'offerta di borsa di studio completa dal vicino Sequoia College. Kevin convince pazientemente Lucy che i sogni del suo "marito a casa" coincidono idealmente con il desiderio di un secondo figlio. Martin finalmente fa visita al figlio appena nato in ospedale, dove entrambi i nonni si impegnano ad aiutarsi a vicenda e ad aiutare la loro prole.

## La magia di Gershwin
- Titolo originale: The Magic of Gershwin
- Diretto da: Harry Harris
- Scritto da: Paul Perlove (sceneggiatura) e Brenda Hampton (soggetto)

### Trama
Triste per il fatto che Martin sembri fuori portata per sempre, Ruthie viene messa in punizione dove incontra Maggie, una ragazza problematica senzatetto con la quale fa amicizia. Nonostante tutto, lei e gli altri studenti puniti trovano affascinante quella settimana, poiché sono sorvegliati dall'insegnante di musica, il signor Feinstein, un bravo pianista il cui lavoro è condannato a causa dei tagli al budget che sta facendo la scuola. Il signor Feinstein rincuora gli adolescenti con una musica senza tempo e mostra come questa si lega alla storia e alla letteratura, e la sua melodia preferita di Gershwin riesce a calmare la tristezza di Ruthie. La ragazza si offre di aiutare la sua nuova amica, che rifiuta la carità, ma i Camden rifiutano il suo rifiuto. Nel frattempo, Rose vuole che Simon scelga una canzone per loro, quindi ne fa suggerire a Ruthie una dal suo nuovo eroe, Gershwin.

## Ossessione d'amore
- Titolo originale: Love and Obsession
- Diretto da: Ronald E. High
- Scritto da: Lawrence H. Levy (sceneggiatura) e Brenda Hampton (soggetto)

### Trama
Eric accetta l'invito di Kevin a una cena di San Valentino con tutta la famiglia in occasione dell'anniversario di matrimonio, nello stesso ristorante in cui Kevin fece la proposta a Lucy. Durante la cena festeggeranno anche il compleanno dei gemelli che non vogliono più una torta fatta in casa, ma pretendono una torta di compleanno comprata in pasticceria, con grande disappunto di Annie. Intanto, Sam si trova a giocare dalla sua piccola amica Rachel e per consolare David, Eric lo porta a prendere il gelato durante l'appuntamento di gioco di Sam. Ruthie continua a sognare che Martin lasci Sandy, il bambino e il college per lei, eppure trova conforto in un "lavoro" quotidiano che Eric le ha procurato, aiutando la vecchia signora Rusnak ad abituarsi a una nuova bicicletta, o meglio alla compagnia. Come se i genitori di Simon non fossero abbastanza scontenti di Rose, lei rifiuta persino di sposarsi nella chiesa di Eric. Lucy riesce a mettersi in imbarazzo con un vestito audace al ristorante e a nessun altro piace la cena.

## Andare Avanti
- Titolo originale: Moving Ahead
- Diretto da: Joel J. Feigenbaum
- Scritto da: Paul Perlove (sceneggiatura) e Brenda Hampton (soggetto)

### Trama
La vita di Lucy diventa più complicata personalmente e professionalmente quando inizia a sentire la presenza della sua defunta nonna Jenny, che la avverte delle sfide che stanno arrivando nella sua vita. Nel frattempo, Annie e Ruthie decidono di prendersi un giorno libero insieme per rilassarsi. Rose è arrabbiata con Simon per non averle detto che è andato a letto con Sandy. Infine, Eric scuote involontariamente le cose tra Rose e Simon.

## Cellulari bollenti
- Titolo originale: Highway to Cell
- Diretto da: Michael Preece
- Scritto da: Chad Byrnes (sceneggiatura) e Brenda Hampton (soggetto)

### Trama
Simon non è divertito dal fatto che Rose faccia di tutto per organizzare una cena lussuosa per impressionare il suo ex italiano, Umberto "Bert" Lanzo, che l'ha lasciata all'altare. Scherza sul volerla indietro, o è serio, mentre Simon accetta di parlare, di nascosto, con una ragazza misteriosa. Eric e Annie non sono divertiti dal fatto che il tanto atteso cellulare di Ruthie non faccia nulla per la sua vita sociale. Eric esorta i ragazzi a chiamarla, aiutato da Kevin e da un riluttante George "Vic" Vickery, il padre di Peter Petrowski. Nel frattempo, Benjamin Bainsworth trova il suo numero e trova il coraggio di chiamarla dopo un anno.

## Un invito disastroso
- Titolo originale: Invitation to Disaster
- Diretto da: Keith Truesdell
- Scritto da: Justin Trofholz (sceneggiatura) e Brenda Hampton (soggetto)

### Trama
Annie detesta ricevere l'invito al "disastroso" matrimonio di Simon con Rose a maggio, finché non si rende conto che è lo stesso giorno della laurea di Matt e Sarah. I due gruppi non prenderanno nemmeno in considerazione un'altra data, sostenendo che l'altro evento è meno importante o problematico. Nel frattempo, Ruthie pensa di frequentare un corso estivo di poesia in Scozia per stare con il suo ex Peter, ma Eric non vuole pagare il corso e la bolletta del telefono è un duro colpo. Kevin pianta l'idea romantica di fuggire. L'ex geloso di Rose, Bert, interroga Simon sulla sua ragazza misteriosa e mette in dubbio il suo impegno; Annie lo scopre e si allea con Bert, che convince Rose a non fuggire perché i Camden rovinerebbero tutto partecipando. Eppure i cambiamenti dei piani e le verità che emergono ispirano sorprendenti cambiamenti di cuore.

## Segreti
- Titolo originale: Secrets
- Diretto da: Harry Harris
- Scritto da: Brenda Hampton e Jeffrey Rodgers

### Trama
I gemelli usano un espediente interessante per convincere l'intera famiglia a condividere segreti personali. Mentre tutti capiscono cosa sta succedendo, ci sono sentimenti feriti e confusione e la possibilità che Ruthie abbia la sorpresa più grande di tutte. Nel frattempo, la famiglia non capisce la nuova passione di Annie per Rose, che irrita particolarmente Lucy e Ruthie.

## Latte e Biscotti
- Titolo originale:
- Diretto da: Joel J. Feigenbaum
- Scritto da: Brenda Hampton, Chris Olsen e Jeff Olsen

### Trama
Il "siero della verità" di latte e biscotti fa emergere la verità sulla generosa offerta di Kevin di pagare l'anello di Simon. Anche se lui e Rose rimandano il matrimonio, Simon insiste per continuare a lavorare in modo da pagare il "suo" debito. Nel frattempo, Eric confessa ai gemelli che ha sostituito il costoso anello che Annie gli aveva regalato dopo averlo perso anni prima, mentre Kevin perde il suo e cerca disperatamente di trovarlo prima che lo faccia Lucy. Annie si arrabbia abbastanza da maledire il signor Riley, proprietario dell'edificio dove lei vuole realizzare il suo centro di madri adolescenti, con risultati imprevedibili.

## Prove di matrimonio (1)
- Titolo originale: Good-Bye...: Part 1
- Diretto da: Michael Preece
- Scritto da: Brenda Hampton

### Trama
I preparativi per il matrimonio ispirano Eric e Annie a ricordare l'infanzia dei loro figli; Rose dice a Simon che farà ritardo e lui prega appassionatamente di prendere la decisione giusta per mettere su famiglia, come una volta pregava per avere un cane. Simon è deluso dal fatto che quasi nessuno voglia partecipare al suo matrimonio e Rose in qualche modo incolpa Umberto e mantiene vivi i suoi dubbi mentre i suoi genitori divorziati, incolpandosi a vicenda per tutto (come al solito), temono che sia un "matrimonio riparatore". Alla cena di prova, Ruthie incontra l'affascinante cameriere adolescente Paul, proveniente da Edimburgo.

## Gemelli in arrivo (2)
- Titolo originale: And Thank You: Part 2
- Diretto da: Michael Preece
- Scritto da: Brenda Hampton

### Trama
Annie ed Eric sono felicissimi della visita a sorpresa di Matt e Sarah giusto in tempo per il matrimonio di Simon, e anche perché Sarah annuncia di essere in dolce attesa. Simon è sollevato dal fatto che lui e Rose non aspettino bambini, quindi si sposano solo per amore, ma il minuto dopo inizia a sudare freddo, cosa che colpisce Lucy con entusiasmo. Altri invitati come l'ex fidanzata di Matt, Heather, suscitano ulteriori ricordi e pettegolezzi; l'ex di Rose, Umberto, appare inaspettatamente e chiede a Eric il permesso di sabotare il matrimonio. Intanto Ruthie pensa di andare a studiare in Scozia per l'estate. Il grande giorno si rivela pieno di sorprese, anche da parte di Matt e Carlos.